# Proutia roboricolella
Proutia roboricolella är en fjärilsart som beskrevs av Charles Théophile Bruand d’Uzelle 1852. Proutia roboricolella ingår i släktet Proutia och familjen säckspinnare. Inga underarter finns listade i Catalogue of Life.